# Exorista nugax
Exorista nugax là một loài ruồi trong họ Tachinidae.